# Parnaíba (gemeente)
Parnaíba is een gemeente in de Braziliaanse deelstaat Piauí. De gemeente telt 162.159 inwoners (schatting 2022).

## Geografie

### Aangrenzende gemeenten
De gemeente grenst aan Bom Princípio do Piauí, Buriti dos Lopes, Ilha Grande, Luís Correia en Araioses (MA).

### Hydrografie
De stad ligt aan de rivier de Igaraçu, een aftakking van de rivier de Parnaíba. De Igaraçu mondt hier uit in de Atlantische Oceaan. Aan de oostgrens ligt de rivier de Portinho en het stuwmeer Lagoa do Portinho.

## Beschermd gebied
Het noordelijk deel van de gemeente ligt op het eiland Ilha Grande de Santa Isabel en valt onder het beschermde delta gebied.
- Área de Proteção Ambiental Delta do Parnaíba

## Religie
De plaats is zetel van het rooms-katholieke bisdom Parnaíba.

## Verkeer en vervoer

### Wegen
De stad is verbonden met de omliggende gemeenten via de hoofdwegen BR-343 (zuid/oost) en BR-402 (zuidwest/zuidoost) en de regionale weg PI-210/PI-116 (noordwest/zuidoost).

### Bus
Het busstation Terminal Rodoviário de Parnaíba ligt in het zuiden van de stad.

### Luchtwegen
Ten noorden van de stad ligt de internationale luchthaven Aeroporto de Parnaíba - Prefeito Dr. João Silva Filho.